# María Kozhevnikova
María Aleksandrovna Kozhevnikova (en ruso: Мари́я Алекса́ндровна Коже́вникова; 14 de noviembre de 1984) es una actriz y política rusa. En noviembre de 2011, fue votada como la mujer más hermosa de Rusia. Entre 2011 y 2016, ofició como diputada del Duma Estatal ruso.

## Biografía
Kozhevnikova nació el 14 de noviembre de 1984, hija del jugador profesional de hockey Alexander Kozhevnikov y de la maestra de inglés Margarita Kozhevnikova. En 2006 se graduó en teatro en el Instituto Ruso de Arte Teatral. Un año después apareció en la película histórica La espada del rey, dirigida por Oleg Ryaskov. A partir de entonces ha aparecido en cerca de una veintena de películas rusas y en más de treinta series de televisión.

## Filmografía

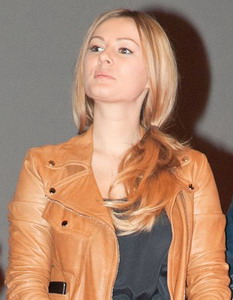
María Kozhevnikova

### Cine
| Año  | Título                 | Papel                |
| ---- | ---------------------- | -------------------- |
| 2007 | La espada del rey      |                      |
| 2007 | Three And Snowflake    |                      |
| 2008 | Dhaam Dhoom            | Anna                 |
| 2010 | Dark World             | Vika                 |
| 2011 | Wedding Exchange       | Kristina             |
| 2012 | Soulless               | Elvira               |
| 2013 | Treasure Lake Kaban    | Dayana Jones         |
| 2014 | Batalon                | Natalia Tatishcheva  |
| 2014 | Andiamo a quel paese   |                      |
| 2015 | A Warrior's Tail       | Savva's mother (voz) |
| 2015 | Sports Without Borders | Nadezhda Smirnova    |
| 2018 | Sobibor                |                      |

### Televisión
| Año       | Título                             | Papel             |
| --------- | ---------------------------------- | ----------------- |
| 2004-2012 | Lawyer                             | Katya             |
| 2005      | Rublyovka Live                     |                   |
| 2006-2008 | Who Is The Master In The House?    |                   |
| 2006-2007 | She-wolf                           | Olesya            |
| 2006      | Hello, I'm Your Father             | Nastya            |
| 2007      | Trial column                       |                   |
| 2007      | Matchmaker                         |                   |
| 2007      | Dance ...                          | Stasya            |
| 2007      | The Yellow Dragon                  | Yana              |
| 2007      | The right to happiness             | Liza              |
| 2007      | Love On The Cutting Edge           | Dasha             |
| 2007      | Goodbye, Doctor Chekhov!           | Kotik             |
| 2008      | And Nevertheless I Love...         | Barbi             |
| 2008      | God's Gift                         | Lena              |
| 2008      | Two sisters                        | Irina             |
| 2008      | Heartbreakers                      | Lika Zernova      |
| 2008-2011 | Univer                             | Alla Grishko      |
| 2008      | Girl                               | Dina              |
| 2008-2009 | My favorite Witch                  | Olesya            |
| 2008      | Borodin. The Return Of The General | Irina Krokhaleva  |
| 2008      | GIBDD etc.                         | Rita              |
| 2008      | Daughter                           |                   |
| 2008      | Five Steps Over the Clouds         |                   |
| 2009-2010 | Kremlin cadets                     | Anna Prokhorova   |
| 2010      | A gift of fate                     | Nastya            |
| 2010      | Cool guys                          |                   |
| 2010      | Once in Babenov-Babene             |                   |
| 2012-2015 | Sklifosovsky                       | Anya              |
| 2012      | Newlyweds                          | Katya             |
| 2013      | Red mountain                       | Zhenya            |
| 2014      | Parrot Club                        | Tanya (voz)       |
| 2014      | I believe I do not believe         | Vasilisa Kremneva |